# Plaza de Aragón
La plaza de Aragón es una plaza del centro de Zaragoza que se sitúa en uno de los extremos del paseo de la Independencia (que la separa de la plaza de España). En esta plaza se encuentran el Monumento al Justicia de Aragón y el edificio de Capitanía General.

## Monumento al Justiciazgo

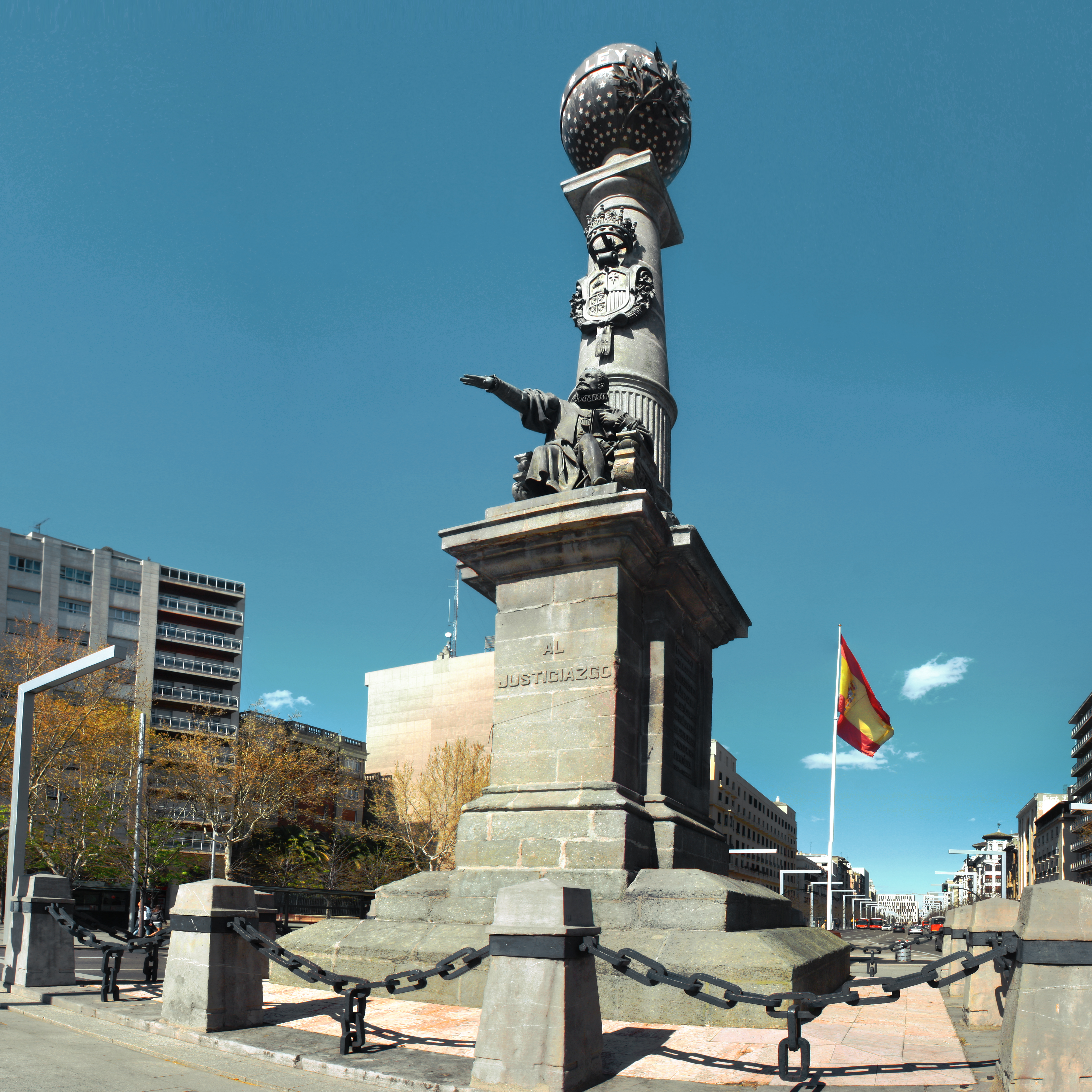
Vista general del monumento a Juan de Lanuza.

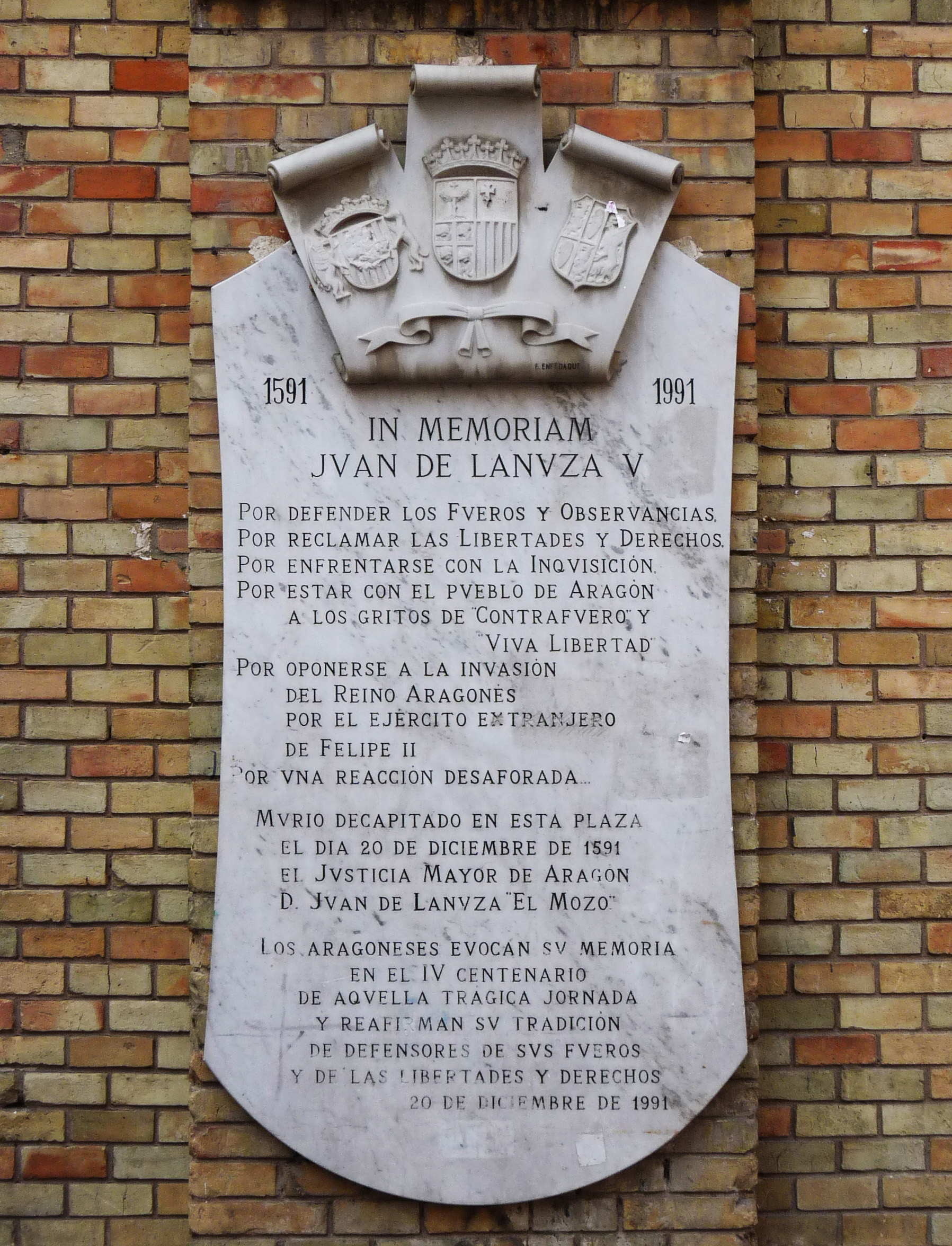
Placa conmemorativa a Juan de Lanuza en el Mercado Central de Zaragoza.

Preside la plaza el monumento en homenaje a Juan de Lanuza, justicia de Aragón ejecutado en 1591 por el episodio conocido como las Alteraciones de Aragón.
Autores
Félix Navarro Pérez (arquitecto) y Francisco Vidal y Castro (escultor).
Periodo
Restauración  [1875].
Fue inaugurada el 22 de octubre de 1904.
Materiales
El pedestal es de piedra de Codos; la estatua de bronce fue fundida en una sola pieza en los talleres zaragozanos de Averly y ya estaba construida en 1892.
Dimensiones
El conjunto  tiene unos 10 metros de altura y la base de su pedestal, cerrada por cadenas de hierro, forma un cuadrado de 6 metros de lado. La escultura del Justicia mide 2,8 metros de alto.
Cronología
La idea de un  monumento al  Justicia ya fue pensada y propuesta por una Comisión de las Cortes del Trienio Constitucional en 1821 y se retomó a partir de 1868; el proyecto  de Félix Navarro es de 1887, después de que un concejal  republicano defendiera en 1881 la construcción de una estatua dedicada a Juan de Lanuza; el conjunto escultórico fue inaugurado oficialmente el 22 de octubre de 1904 en el lugar donde antes estaba el monumento a Pignatelli.
Promotor
Los promotores oficiales fueron la Diputación Provincial de Zaragoza y el ayuntamiento de la ciudad; fue costeado por ambas instituciones y por suscripciones de particulares.
Propietario
El Ayuntamiento de Zaragoza.
Inscripciones
En los laterales del pedestal figuran: un texto de los Fueros de Sobrarbe: "Y para que no sufran  daño nuestras libertades, velará un Juez medio al cual sea lícito apelar del Rey si dañase a  alguien y rechazar las injurias si tal vez las infiriese  a la república"; otro de "La capilla de Lanuza" (1871) de Marcos Zapata:  "Sol brillante fue la libertad un tiempo, a cuya luz se agrupaban en las márgenes del Ebro los reyes con sus coronas, los vasallos con sus fueros, la nobleza con sus timbres  y todos formaban  un cuerpo"; en  el frontal norte quedan recogidos nombres de unos 50 Justicias  del  Reino desde 1123.
Biografía del representado

La estatua sedente representa la  figura y la memoria de Juan de Lanuza, decapitado a los 27 años por  las tropas de Felipe II tras un breve ejercicio temporal (tres meses) de un cargo habitualmente hereditario, por causa de haberse levantado contra la entrada del ejército real en Aragón.
Crónica
El monumento  consiste, en palabras del propio Félix Navarro, en un “recinto de férreas cadenas y negros mármoles, sobre losas de color de sangre”, del  que surge un “sobrio y fuerte pedestal” sobre el que se alza  una columna, a cuyo pie se  encuentra la estatua sedente del  Justicia de Aragón, individualizado como Juan  de Lanuza, en disposición de dictar sentencia (“en  silla de juez, con grave dignidad”), rematada en su parte superior  por  un escudo de Aragón bajo una Corona y por una representación de la bola terráquea,  de cobre cruzado por la inscripción “Justicia, ley suprema” y por ramas de laurel. Es el primero  de los monumentos conmemorativos de mayor simbolismo y significado  ciudadano levantados en Zaragoza en  esa época dorada para la escultura pública que fue la de la  sociedad  española de la Restauración y  e los comienzos del siglo XX. La Comisión de Notables que promovió el monumento desde finales del  siglo XIX estaba formada por los presidentes de las tres diputaciones, los alcaldes de las capitales de provincia, representantes de la Audiencia, Colegio de abogados, directores de periódicos…etc., expresiva del consenso existente  entre las elites ciudadanas  y regionales, conservadoras y liberales,  en recuperar el significado de la vieja  institución aragonesa desde su dimensión de símbolo  de identidad regional y de contribución ejemplar, a  través del derecho, de la patria pequeña aragonesa, a la patria mayor de la común nación española.
Comentarios
El destino inicial del conjunto monumental  era la plaza de la Constitución, luego de España, donde debía sustituir a la Fuente  de la Princesa  cuando  la  ciudad comenzaba a abordar la traída de aguas a las viviendas, pero en este lugar se impuso otro proyecto conmemorativo simultáneo, el que dio lugar al Monumento  a los  Mártires de la Religión  y de la  Patria, por lo que el Monumento al Justiciazgo fue emplazado definitivamente en la glorieta de Pignatelli, desplazando a la estatua del canónigo ilustrado hasta el Canal Imperial. La recuperación de la significación de la vieja institución medieval aragonesa se produjo en  el  contexto  del liberalismo de comienzos de siglo, cuando quienes se oponían a la  vieja monarquía absoluta recreaban e inventaban las “libertades”  medievales aragonesas, castellanas (comuneros), catalanas, etc., para legitimar un constitucionalismo representativo y limitador del poder real; por esta razón los primeros proyectos memoriales se remontan  a los  días del Trienio Constitucional (1820-23), o la abundante literatura y pintura histórica del romanticismo asocian  las figuras de Fernando  VII y de Felipe II  como opresores, y las de Lanuza o los comuneros con las de los mártires del liberalismo, desde Torrijos al General Riego. Las luchas políticas del siglo XIX impidieron que fuera adelante un proyecto conmemorativo identificado claramente con el progresismo  liberal, lo cual fue solo posible durante el  largo  periodo de la Restauración  en el  que se asumieron comúnmente valores y símbolos liberales y ciudadanos.

## Galería
|  |
|  |

|  |
|  |

|  |
|  |

|                   |
| Fuero de Sobrarbe |

|                                  |
| Lista de los Justicias de Aragón |

|  |
|  |

| |
| Intervención artística temporal, Parada Asalto, en la parada de tranvía de la Plaza de Aragón, como parte del Festival Asalto 2020 |